# 冰島憲法
《冰島憲法》是冰島的最高法律。現行憲法在1944年6月17日確立；到現在已經過7次修訂。（页面存档备份，存于）在2007年，特別委員會正準備進行第五輪修訂，包括討論否決總統的議案。